# Regimiento chino del Ejército Rojo
Hay algunos informes sobre la implicación de los destacamentos chinos en la Revolución rusa de 1917 y en la Guerra Civil. Los chinos servían como guardaespaldas de los funcionarios bolcheviques, sirvieron en la Checa, y hasta formaron regimientos completos en el Ejército Rojo.  A pesar de haber sido estimado que fueron decenas de miles las tropas chinas en el Ejército Rojo, ellos no constituían una significativa fracción del Ejército Rojo.  En el verano de 1919, el Ejército Rojo abarcaba sobre el millón de hombres. En noviembre de 1920, se componía de más de 1,8 millones de hombres.
Otros ejemplos notables de extranjeros sirviendo en el Ejército Rojo incluye a los coreanos en el Extremo Oriente ruso, los prisioneros de guerra húngaros de la Primera Guerra Mundial bajo Béla Kun, así como otros destacamentos nacionales.

## Antecedentes: inmigrantes chinos en Rusia
Gran cantidad de chinos vivían y trabajaban en Siberia en las postrimerías del Imperio ruso. Muchos de esos trabajadores inmigrantes fueron transferidos a la parte europea de Rusia y los Urales durante la Primera Guerra Mundial, debido a la escasez de trabajadores. Por ejemplo, en 1916 había unos 2000 trabajadores chinos en Nóvgorod. En 1916-1917 sobre 3000 trabajadores chinos fueron empleados en la construcción de las fortificaciones rusas alrededor del golfo de Finlandia. Una parte significativa de ellos eran ladrones convictos (honghuzi, "barbas rojas", transliterado en ruso como "junjuzi", хунхузы) transferidos desde los campos de trabajo de katorga en Harbin y otros lugares de las regiones del Extremo Oriente del Imperio ruso. Después de la Revolución Rusa, algunos de ellos permanecieron en Finlandia y tomaron parte como mercenarios en la guerra civil finlandesa en ambos lados. La gran mayoría de chinos eran apolíticos y llegaron a ser soldados únicamente como medio de vida en un país extranjero.

## Destacamentos chinos al servicio del Estado soviético

### Los chinos en el Ejército Rojo
Los chinos del Ejército Rojo fueron reclutados entre los trabajadores de las fábricas que habían sido atraídos a Rusia antes de la guerra y que convivían con el proletariado urbano con quienes trabajaban. Unidades chinas separadas lucharon con los bolcheviques en Ucrania, Transcaucasia y Siberia.

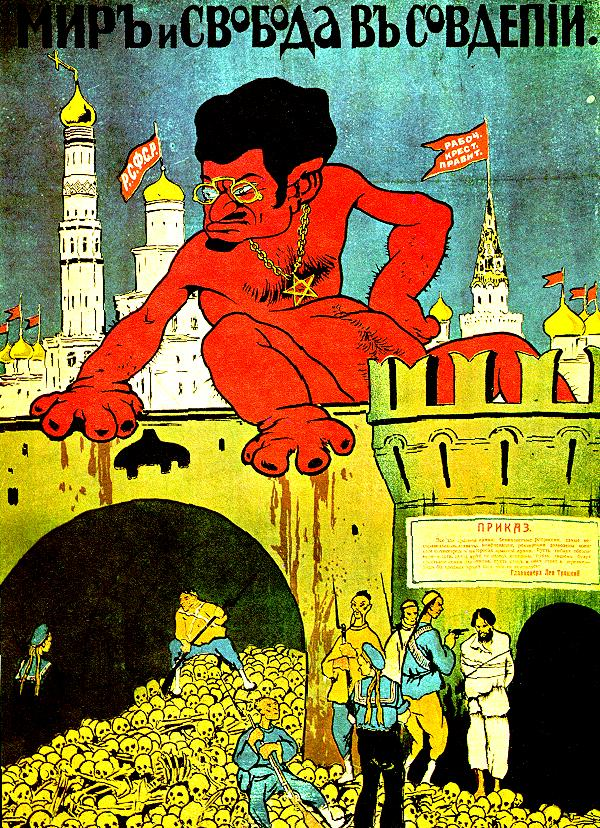
1919 Póster de propaganda del Ejército Blanco. Soldados chinos con trenzas vistiendo uniformes azules y dorados mientras ejecutan prisioneros y apilan huesos.

Una estimación sugiere que habría decenas de miles de soldados chinos en el Ejército Rojo. Sin embargo, Brian Murphy sostiene que el número de tropas chinas no constituye una fracción significativa del Ejército Rojo.   En el verano de 1919, el Ejército Rojo comprendía a un millón de hombres. En noviembre de 1920, comprendía a más de 1,8 millones de hombres.
Las unidades chinas se vieron envueltas en virtualmente todos los frentes de la Guerra Civil Rusa. Algunos de ellos simpatizaban sinceramente con los Bolcheviques, que los trataban como «hermanos proletarios». Otros simplemente se unían al Ejército Rojo con objeto de sobrevivir, y otros querían luchar para conseguir volver a China. Aún hay otros reclutados por el Ejército Blanco.[cita requerida]
Los chinos eran uno de varios contingentes extranjeros mencionados en la historiografía soviética como «destacamentos internacionales» ("отряды интернационалистов"). Las tropas chinas internacionalistas usaban el mismo uniforme que el Ejército Rojo.
Los bolcheviques encontraron un especial valor en el uso de las tropas chinas porque eran consideradas industriosas y eficientes. Además, eran casi incapaces de entender ruso, lo que los aislaba de influencias externas.
El uso de las tropas chinas por parte de los bolcheviques era comentado tanto en el lado de los rusos blancos como por los observadores no rusos.

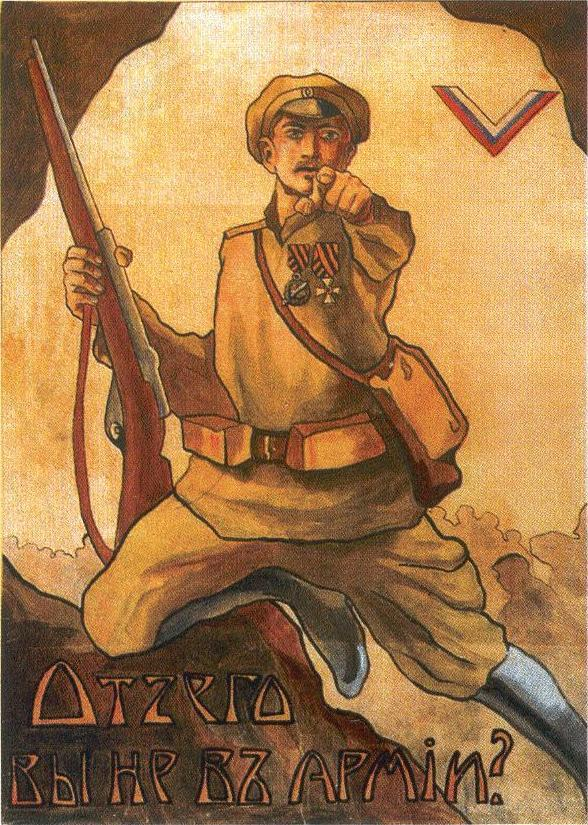
Póster propagandístico del ejército blanco de Denikin.

De hecho, los bolcheviques fueron objeto de burlas por su confianza en los mercenarios chinos y letones. 
La propaganda antibolchevique sugiere que los bolcheviques no tenían el apoyo de la población rusa, y por ello tuvo que recurrir a mercenarios extranjeros para cometer atrocidades sobre la población rusa.
En 1918, Dmitri Gavronski, un miembro de la Asamblea Constituyente Rusa, afirma que los bolcheviques basaban su poder de dirección en el apoyo extranjero. Afirmó que «en Moscú, disponían de 16.000 hombres bien armados, algunos destacamentos de guardias rojos finlandeses y un batallón de tropas chinas». Gavronski añade que «los últimos son siempre usados para las ejecuciones».
En su libro Entre rojos y blancos, León Trotski hace sarcásticas referencias contra la acusación de que los soviets mantuvieron Petrogrado y Moscú «por la ayuda de regimientos de letones, chinos, alemanes y baskires».
El comandante del Ejército Rojo Iona Yakir encabezó el destacamento chino protegiendo a Lenin y a Trotski. Posteriormente encabezó un regimiento constituido por trabajadores chinos, que alcanzaron la distinción en la batalla en la que el Ejército Rojo derrotó (temporalmente) a las tropas rumanas en febrero de 1918 durante la ocupación de las tropas rumanas de Besarabia.

### Chinos en la Checa y en las unidades militares de protección
Por su extraordinaria devoción a la revolución, a algunos voluntarios chinos se les permitió su incorporación a la Checa, y en varios destacamentos militares de protección. En 1919, Había alrededor de 500 chinos en la Checa. La Checa los utilizaba a ellos para los arrestos y ejecuciones de los elementos antisoviéticos.

## Miscelánea
- Hay en 1923 un relato corto “Historia China” de Mijaíl Bulgákov sobre un mercenario chino en el Ejército Rojo.[21]
- Ren Fuchen de Tieling fue el primer bolchevique en el norte Liaoning y comandante del regimiento chino del Ejército Rojo Soviético. Es recordado como mártir revolucionario en la República Popular China.[22][23]